# Nokia 2300
Il Nokia 2300 è un telefono cellulare prodotto dall'azienda finlandese Nokia e messo in commercio nel 2003.

## Caratteristiche
- Dimensioni: 107 x 46 x 20 mm
- Massa: 92 g
- Risoluzione display: 96 x 65 pixel in bianco e nero
- Durata batteria in standby: 270 ore (11 giorni)
- Durata batteria in conversazione: 6 ore